# NGC 6198
NGC 6198 ist eine 13,9 mag helle elliptische Galaxie vom Hubble-Typ E3 im Sternbild Drache und etwa 245 Millionen Lichtjahre von der Milchstraße entfernt.
Sie wurde am 28. Juni 1886 von Lewis A. Swift entdeckt.